# گلن هلدر
گلن هلدر (هلندی: Glenn Helder؛ زادهٔ ۲۸ اکتبر ۱۹۶۸) بازیکن فوتبال اهل هلند است.

## باشگاهی
از باشگاه‌هایی که در آن بازی کرده‌است می‌توان به باشگاه فوتبال آرسنال، باشگاه فوتبال دالیان هایچانگ، باشگاه فوتبال اسپارتا روتردام، باشگاه فوتبال ام‌تی‌کی بوداپست، باشگاه فوتبال بنفیکا، باشگاه فوتبال ویتس‌آرنهم، و تیم ملی فوتبال هلند اشاره کرد.
وی همچنین در تیم ملی فوتبال هلند بازی کرده‌است.